# Cerberus (albedo)

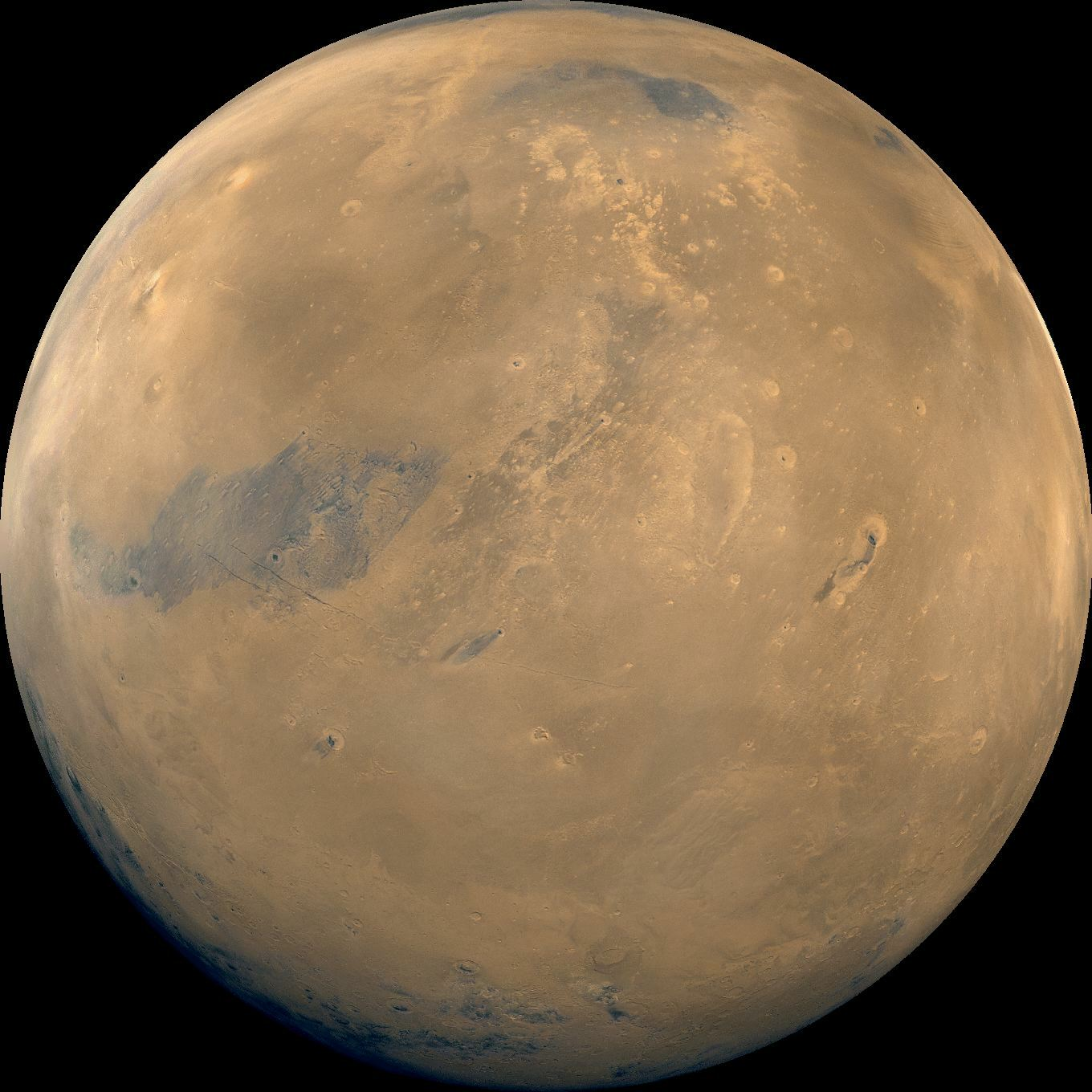
Imatge de l'albedo.

Cerberus és una característica d'albedo a la superfície de Mart, localitzada amb el sistema de coordenades planetocèntriques a 14.83 ° latitud N i 155 ° longitud E. El nom va ser aprovat per la UAI l'any 1958 i fa referència a Cèrber, gos de tres caps, guardià de l'inframón.